# Lost in Amsterdam
Voor de tekstadventure zie Last in Amsterdam.
Lost in Amsterdam is een Nederlandse film uit 1989 van Pim de la Parra. Hij is gebaseerd op een scenario van Paul Ruven en Pim de la Parra. De film heet vrij vertaald Verloren in Amsterdam en wordt ook wel een Minimal movie genoemd, vanwege de lage kosten.
De film werd in elf dagen gedraaid en er werd grotendeels Engels gesproken. Erik de Vogel maakt zijn debuut in deze film, hij zou later bekendheid genieten in de televisieserie Goede tijden, slechte tijden als Ludo Sanders.

## Verhaal
Een privédetective komt na jaren in New York te hebben gewerkt, weer terug naar Amsterdam om daar een zaak op te zetten. Al gauw krijgt hij een opsporingsopdracht van een rijke dame die haar man zoekt. Uiteindelijk verdwaalt de detective in het Amsterdamse onderwereldcircuit.

## Rolverdeling
| Acteur                | Personage        |
| --------------------- | ---------------- |
| Kenneth Herdigein     | Max Binger       |
| Sabine van den Eynden | Rebecca          |
| Ira Goldwasser        | Scotty           |
| Manouk van der Meulen | Laura Binger     |
| Bonnie Williams       | Bonnie           |
| Ralph Wingens         | Mr Johnny        |
| Frank Rigter          | Tom              |
| Bart Oomen            | Max' manager     |
| Erik de Vogel         | Orlando da Silva |
| Hank Strijbos         | Josef Block      |
| Marie Kooyman         | Sister Joyce     |